# Бразеј ан Плен
Бразеј ан Плен (фр. Brazey-en-Plaine) насеље је и општина у источном делу централне Француске у региону Бургоња, у департману Златна обала која припада префектури Бон.
По подацима из 2011. године у општини је живело 2.479 становника, а густина насељености је износила 97,03 становника/km². Општина се простире на површини од 25,55 km². Налази се на средњој надморској висини од 185 метара (максималној 202 m, а минималној 179 m).

## Демографија
| 1962. | 1968. | 1975. | 1982. | 1990. | 1999. | 2011. |
| ----- | ----- | ----- | ----- | ----- | ----- | ----- |
| 1.675 | 1.721 | 2.181 | 2.415 | 2.499 | 2.457 | 2.479 |

График промене броја становника у току последњих година